# Санта Марија (Арецо)
Санта Марија је насеље у Италији у округу Арецо, региону Тоскана.
Према процени из 2011. у насељу је живело 386 становника. Насеље се налази на надморској висини од 135 м.